# 桃園市立陽明高級中等学校
| 項目           | 内容                                                                                     |
| 学校名         | 桃園市立陽明高級中等学校                                                                 |
| 所在地         | 桃園市桃園区徳寿街8号                                                                    |
| 国公私立の別   | 2018年以前は国立高校でした。                                                             |
| 通称           | 陽明高中                                                                                 |
| 类型           | 普通型高級中等学校                                                                       |
| 設立年         | 1992年（台湾省立桃園第二高級中学）                                                       |
| 学区           | 桃園県（全県学区）                                                                       |
| 共学・別学     | 男女共学                                                                                 |
| 校長           | 林裕豊                                                                                   |
| 教師人数       | 134人（2017年）                                                                          |
| 学校コード     | 033325                                                                                   |
| 学年制         | 三年制                                                                                   |
| 学生人数       | 2,400人（2017年）                                                                        |
| クラス数       | 各学年20クラス、全60クラス                                                               |
| 校訓           | 誠勤致知 / 神采飛揚陽明人                                                                |
| 校色           | 陽明ブルー                                                                               |
| 校刊           | 『陽明人』、『陽明春暁』                                                                 |
| 校隊           | 女子バスケットボール部、男子バスケットボール部、野球部、バレーボール部、囲碁部、吹奏楽部 |
| 電話番号       | 03-3672706                                                                               |
| 学校公式サイト | 桃園市立陽明高級中等学校                                                                 |

桃園市立陽明高級中学（たおゆえんしりつようめいこうきゅうちゅうがく、英: Taoyuan Municipal Yang Ming Senior High School）は、「陽明高級中学」または「桃園陽明」とも略される、台湾桃園市桃園区にある市立高校である。。
本校は桃園市教育局からトップ校に指定された。 2010年度からは、武陵高校、桃園高校、内壢高校など他のトップ校とともに 「 桃園市エリート教育計画」 に参加し、学校間のフレキシブルコースを共同で提供している。

## 沿革

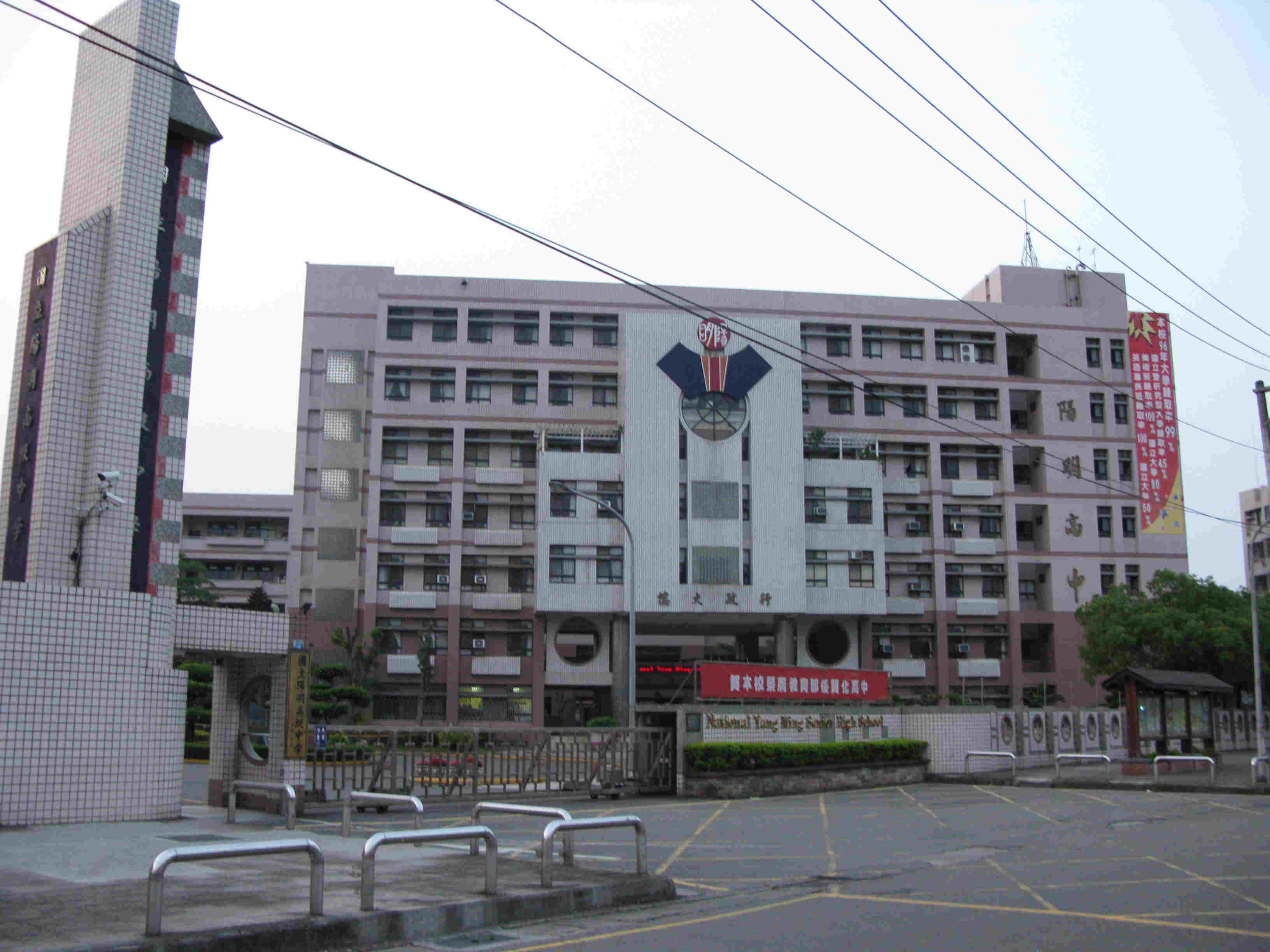
正門

1990年10月、台湾省政府は桃園県教育局長の李阿成を準備弁公室長に任命し、同校は仮称「台湾省桃園第二高等学校」として11月に設立された。 
1991年1月、王陽明および近隣の陽明コミュニティにちなんで「台湾省陽明高等学校」と改称された。当初、学校は碧塘にあった。
1992年7月1日、同校は正式に設立され、準備弁公室長の李阿成が初代校長に就任した。ただし、校舎がまだ完成していなかったため、桃園市立東門小学校および桃園県立斉志学校の教室を一時的に借りて授業を行った。
1993年9月、新築されたキャンパスに移転。
1995年9月、すべての校舎が完成した。
2000年2月、「省立陽明高等学校」から「国立陽明高等学校」へ改称。

2018年1月、桃園市政府教育局の管轄下に入り、「桃園市立陽明高等学校」と改称された。

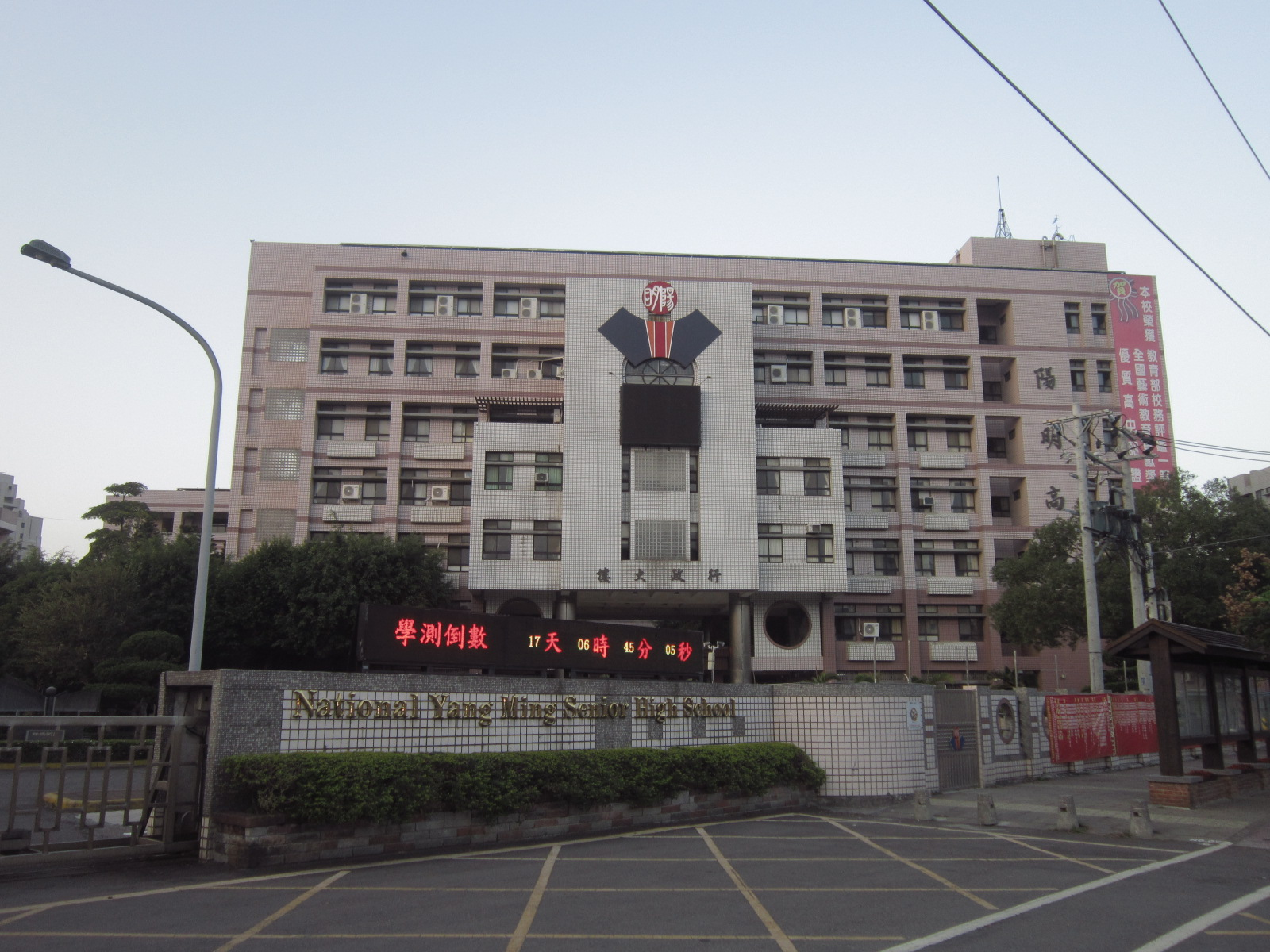
桃園市立陽明高校の正門と教務棟。正門の上には、大学学科適性試験のカウントダウン日が表示された電光掲示板が設置されている。（現已拆除）

| 任期 | 姓名       | 任職期間   | 離職期間   | 備考                                                                                        |
| 1    | 李阿成先生 | 1992年7月  | 2000年7月  | 桃園県の元教育長で、転任。                                                                  |
| 2    | 謝泳波先生 | 2000年8月  | 2006年7月  | 元教務主任で昇進し、国立中壢高級家政商業専門学校に異動。                                    |
| 3    | 林清波先生 | 2006年8月  | 2014年7月  | 国立内壢高等学校の元教務主任で昇進し、国立武陵高等学校に転任。                              |
| 4    | 游文聡先生 | 2014年8月  | 2018年7月  | 国立羅東高等学校の前校長で、桃園市立桃園高等学校に転任。                                    |
| 5    | 宋慶瑋先生 | 2018年8月  | 2019年11月 | 桃園市立福豐中学校の元校長で、桃園市教育局に異動。                                          |
| 代理 | 黃懷德先生 | 2019年11月 | 2020年7月  | 桃園市政府教育局高等中等教育課の教育課程主事を務め、2020年8月に桃園市立永豊高等学校に昇任。 |
| 6    | 林裕豊先生 | 2020年8月  | 現任       | -                                                                                           |

## 姉妹校
鳥取県立米子東高等学校